# Mitchel Paulissen
Mitchel Paulissen (Kerkrade, 21 april 1993) is een Nederlandse profvoetballer die als offensieve middenvelder speelt. Hij stroomde in 2012 door vanuit de jeugd van Roda JC Kerkrade, waar hij in juni 2018 zijn contract verlengde tot medio 2020. Op 30 mei 2019 werd bekend dat Paulissen transfervrij de overstap maakt naar SC Cambuur, waar hij een contract voor twee seizoenen ondertekent.

## Clubcarrière
Paulissen doorliep de jeugdopleiding bij Roda JC. Op 2 mei 2012 debuteerde hij er in het eerste elftal, tijdens een uitwedstrijd bij RKC Waalwijk (5-2 verlies), als invaller voor Arnaud Djoum Sutchuin. Met de Kerkraadse club degradeerde hij op zaterdag 3 mei 2014 naar de Eerste divisie. Het seizoen daarop promoveerde hij weer via de nacompetitie terug naar de Eredivisie ten koste van NAC Breda. In die wedstrijd maakte hij een goal. Paulissen verlengde zijn contract bij Roda in juli 2015 tot medio 2018. Tijdens het seizoen 2015/16 acteerde Paulissen hoofdzakelijk als invaller. Kort voor het sluiten van het transferwindow werd de middenvelder voor de rest van het seizoen verhuurd aan eerstedivisionist VVV-Venlo. In mei 2019 vertrok Paulissen naar SC Cambuur waar hij een tweejarig contract tekende. Anderhalf jaar later verlengde hij die verbintenis met nog eens twee seizoenen. Na de degradatie van Cambuur in 2023 koos Paulissen voor een buitenlands avontuur bij Lee Man uit de Hong Kong Premier League. In de zomer van 2025 keerde de middenvelder terug op het oude nest bij Roda JC waar hij een tweejarig contract tekende.

## Clubstatistieken
| 2011/12                                | Roda JC Kerkrade | Eredivisie      | 1   | 0  | 0  | 0 | –  | – | 1   | 0  |
| 2012/13                                | Roda JC Kerkrade | Eredivisie      | 2   | 0  | 0  | 0 | 1  | 0 | 3   | 0  |
| 2013/14                                | Roda JC Kerkrade | Eredivisie      | 15  | 1  | 3  | 0 | –  | – | 18  | 1  |
| 2014/15                                | Roda JC Kerkrade | Eerste divisie  | 31  | 6  | 4  | 1 | 4  | 2 | 39  | 9  |
| 2015/16                                | Roda JC Kerkrade | Eredivisie      | 15  | 0  | 1  | 0 | –  | – | 16  | 0  |
| 2015/16                                | → VVV-Venlo      | Eerste divisie  | 14  | 2  | 0  | 0 | 1  | 0 | 15  | 2  |
| 2016/17                                | Roda JC Kerkrade | Eredivisie      | 31  | 4  | 1  | 0 | 1  | 0 | 33  | 4  |
| 2017/18                                | Roda JC Kerkrade | Eredivisie      | 7   | 1  | 1  | 0 | 0  | 0 | 8   | 1  |
| 2018/19                                | Roda JC Kerkrade | Eerste divisie  | 28  | 6  | 3  | 1 | –  | – | 31  | 7  |
| 2019/20                                | SC Cambuur       | Eerste divisie  | 18  | 1  | 2  | 0 | –  | – | 20  | 1  |
| 2020/21                                | SC Cambuur       | Eerste divisie  | 23  | 4  | 2  | 0 | –  | – | 25  | 4  |
| 2021/22                                | SC Cambuur       | Eredivisie      | 31  | 3  | 1  | 0 | –  | – | 32  | 3  |
| 2022/23                                | SC Cambuur       | Eredivisie      | 29  | 2  | 2  | 0 | –  | – | 31  | 2  |
| 2023/24                                | Lee Man          | Premier League  | 19  | 3  | 3  | 1 | 9  | 3 | 31  | 7  |
| 2024/25                                | Lee Man          | Premier League  | 21  | 4  | 1  | 0 | 14 | 0 | 36  | 4  |
| 2025/26                                | Roda JC Kerkrade | Eerste divisie  | 2   | 1  | 0  | 0 | –  | – | 2   | 1  |
| Carrière totaal                        | Carrière totaal  | Carrière totaal | 287 | 38 | 24 | 3 | 30 | 5 | 342 | 46 |
| Bijgewerkt tot en met 16 augustus 2025 |                  |                 |     |    |    |   |    |   |     |    |

1Overige officiële wedstrijden, te weten AFC Champions League, Sapling Cup, Senior Challenge Shield en Play-offs.